# Richtblock

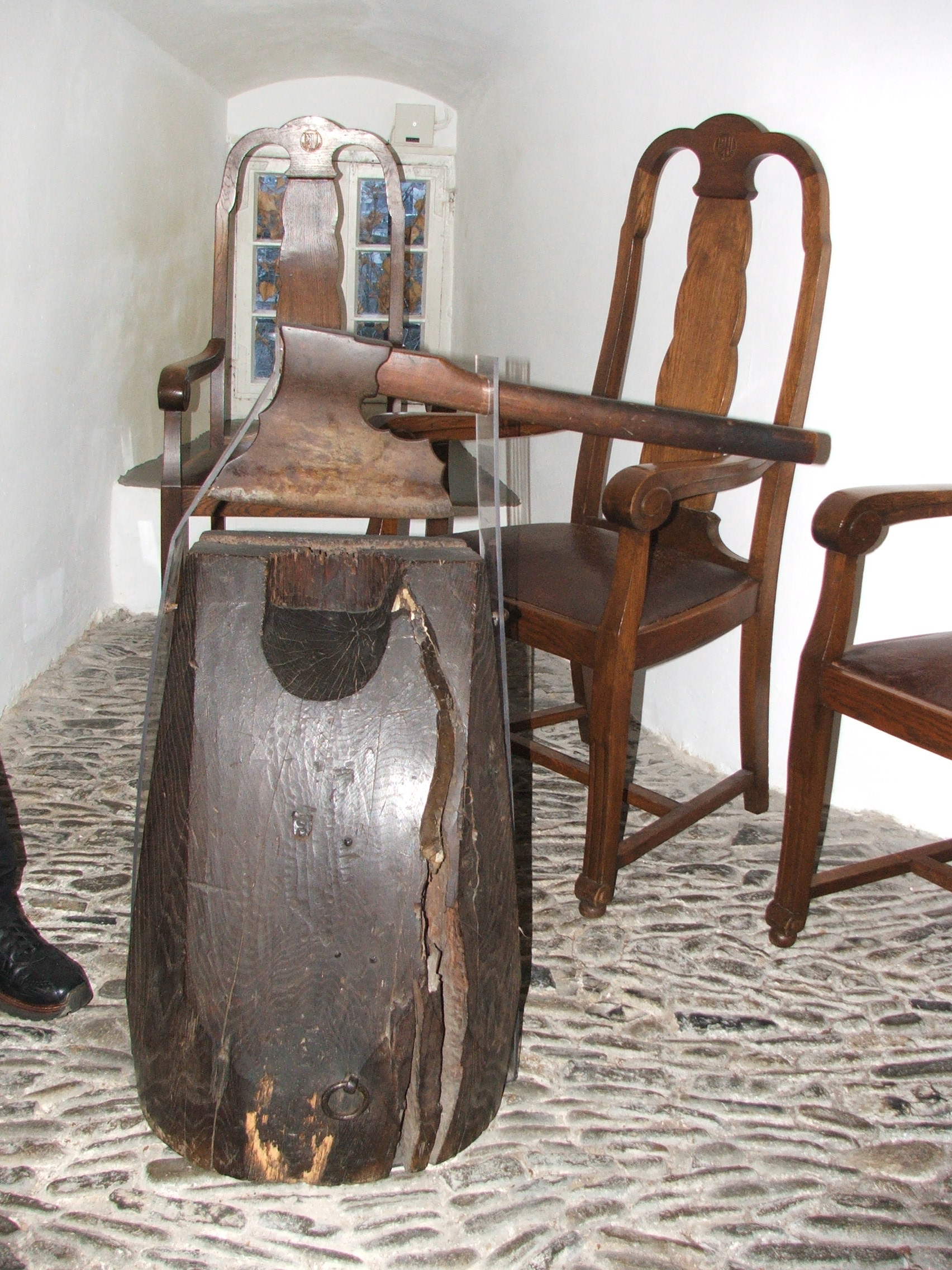
Richtblock im Sauerland-Museum Arnsberg

Ein Richtblock ist ein Holzblock, auf dem der Kopf oder andere Körperteile mit einer Axt, auch Richtbeil genannt, meist durch einen Scharfrichter, abgeschlagen wurden. Insbesondere die Enthauptung durch das Beil war in Europa bis in die 1930er Jahre eine verbreitete Form der Todesstrafe. In Zentraleuropa stand der Richtblock manchmal auf einem Schafott (einem Holzpodest) auf öffentlichen Plätzen.
Auf dem Richtblock wurde jedoch nicht mit dem Richtschwert gerichtet.
Mehrere Museen, wie etwa das Sauerland-Museum, das Märkische Museum in Berlin oder das Museum Ephraim-Palais in Berlin, stellen Richtblöcke aus.

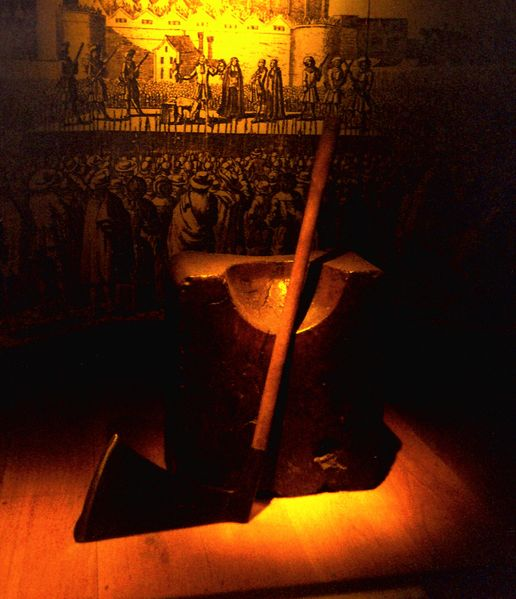
Richtblock mit Beil
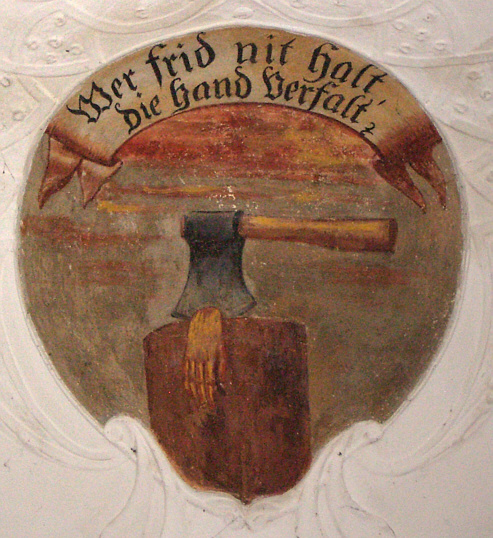
Strafvollzugsspruch auf einem Deckengemälde: „Wer (den) Frieden nicht hält, (dem) die Hand verfällt“
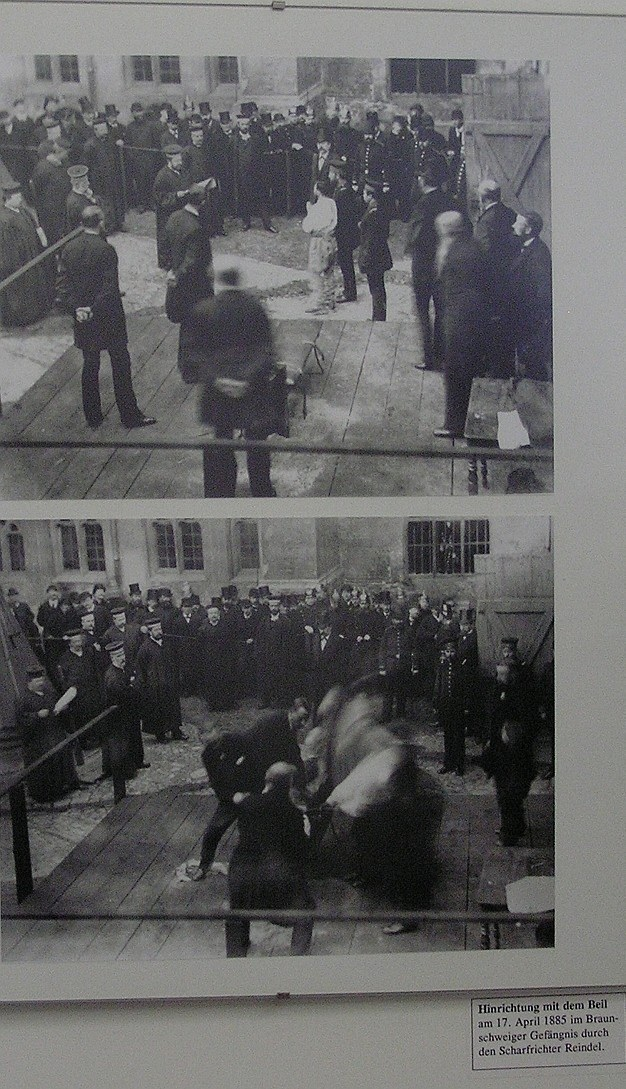
Friedrich Reindel vollzieht am 17. April 1885 die Enthauptung des Mörders Anton Giepsz mittels Richtbank und Richtbeil